# Hothi csata
A Hoth-i csata, más néven a Hoth bolygó elleni támadás A Star Wars kánon egyik legnagyobb csatája volt, mely az V. részben volt látható. Az Echo-bázis elleni támadás jelentős csata volt ABY 3-ban, a Galaktikus Birodalom jelentős győzelmének és a legrosszabb harctéri vereségnek számított, amelyet a Lázadók Szövetsége szenvedett el a Galaktikus polgárháború során. A csata birodalmi invázió volt, amelyet Darth Vader vezetett, és célja a Lázadók Szövetségének Hoth jégvilágában elrejtett katonai bázisának elpusztítása és Luke Skywalker elfogása volt. A bázis helyét akkor fedezték fel, amikor egy Vipera kutaszdroid, amelyet Darth Vader Halálosztaga telepített, véletlenszerűen landolt Hothon. Ez meggyőzte a lázadókat, hogy kezdjék meg Hoth evakuálását.

## Előzmények
A Lázadók szövetségének Yavinnál aratott jelentős győzelmét követően a szövetség feladta a Yavin 4-en lévő bázisát, és elkezdett kutatni a galaxisban új lehetséges katonai bázisok után. Megpróbáltak bázist felállítani a Crait bolygón is. Az ezt követő három és fél éves konfliktus során Jan Dodonna tábornok küldetést rendelt el, hogy keressenek bázist a Főparancsnokság számára, és összeállították a potenciális bolygók listáját, ebbe belekerült a Hoth is. Ezt követően a Szövetség felépítette a bázist két év leforgása alatt abban a reményben, hogy új hadműveleti bázisnak tekintheti, miközben elkerülték a Birodalom éber tekintetét. A bázis kevesebb mint egy hónapig lakott volt a csata előtt.

## Utóhatások, következmények
A hothi csata után Han Solo Organa tábornokkal a Millennium Falcon fedélzetén próbált menekülni Vader csillagflottája elől. Végül a Bespinen kötnek ki, hogy Solo egyik régi barátjától, Lando Calrissiantól kérjenek segítséget. Eközben a lázadók Ackbar admirális flottaparancsnoksága alatt a Lázadó űrflotta összehívásán fáradoznak. A hothi csatát katonailag elvesztették, de stratégiailag győzelmet arattak, mert a menekülő transzportok sikeresen elhagyták a bázist.